# Qualificazioni al campionato mondiale femminile di calcio 1991
Questa voce raccoglie un approfondimento sulle gare di qualificazione alla fase finale del campionato mondiale femminile di calcio 1991.

## CAF
L'unica squadra africana qualificata alla fase finale del mondiale è la vincitrice del campionato africano 1991.
Squadra qualificata:
- Nigeria (vincitrice del campionato africano)

## AFC
Le squadre qualificate alla fase finale del mondiale sono la vincitrice della Coppa d'Asia femminile 1991 comprese la 2ª e 3ª classificata durante la competizione.
Squadre qualificate:
- Cina (vincitrice AFC Women's Championship)
- Giappone (finalista AFC Women's Championship)
- Taipei cinese (3° AFC Women's Championship)

## UEFA
Il Campionato europeo femminile di calcio 1991 è usato per la qualificazione automatica alla fase finale del mondiale. La vincitrice, finalista, 3ª e 4ª classificata vengono qualificate direttamente alla competizione.
Squadre qualificate:
- Germania (vincitrice del Campionato europeo femminile)
- Norvegia (finalista del Campionato europeo femminile)
- Danimarca (3º del Campionato europeo femminile)
- Italia (4º del Campionato europeo femminile)

## CONCACAF
Il torneo CONCACAF Women's Championship 1991 nonostante fosse una competizione non ufficiale è servita come metodo di qualificazione alla fase finale del mondiale.
Squadre qualificate:
- Stati Uniti (vincitrice del CONCACAF Women's Championship)

## OFC
Soltanto 3 squadre hanno partecipato al torneo OFC Women's Championship 1991 tramite un girone dove la prima classificata e vincitrice viene qualificata automaticamente alla fase finale del mondiale.
Squadra qualificata:
- Nuova Zelanda (vincitrice del OFC Women's Championship)

## CONMEBOL
La prima edizione del Campionato sudamericano femminile di calcio tramite un girone di 3 squadre dove la prima classificata e vincitrice viene qualificata automaticamente alla fase finale del mondiale.
Squadra qualificata:
- Brasile (vincitrice della Copa América Femenina)